# جون كولبيبر
جون كولبيبر (بالإنجليزية: John Culpepper) هو سياسي أمريكي، ولد في 10 أبريل 1765، وتوفي في 1841 في الولايات المتحدة. انتخب عضو مجلس النواب الأمريكي.